# Viva la Vida
„Viva la Vida“ je píseň anglické rockové skupiny Coldplay. Napsali ji všichni členové skupiny pro čtvrté studiové album Viva la Vida or Death and All His Friends (2008). Skladba byla vydána jako druhý singl z alba. Na albu předchází skladba „Viva la Vida“ přímo do další skladby „Violet Hill“. 
Název „Viva la Vida“ znamená „Ať žije život“. Španělský název skladby byl převzat z obrazu mexické malířky Fridy Kahlo.
Text písně obsahuje historické a křesťanské odkazy, přičemž píseň je složená kolem opakující se smyčcových sekce v souzvuku s digitálně zpracovaným klavírním zvukem a v pozadí se zvukem tympánů.
Skupina Coldplay získala za skladbu cenu Grammy v kategorii Píseň roku. Také se stala šestou, která dosáhla čtyř milionů digitálních stažení v USA. Celkově se prodalo více než 7,1 miliónu kusů singlu po celém světě a více než šest miliónů jen v USA.